# San Marcos de Colón

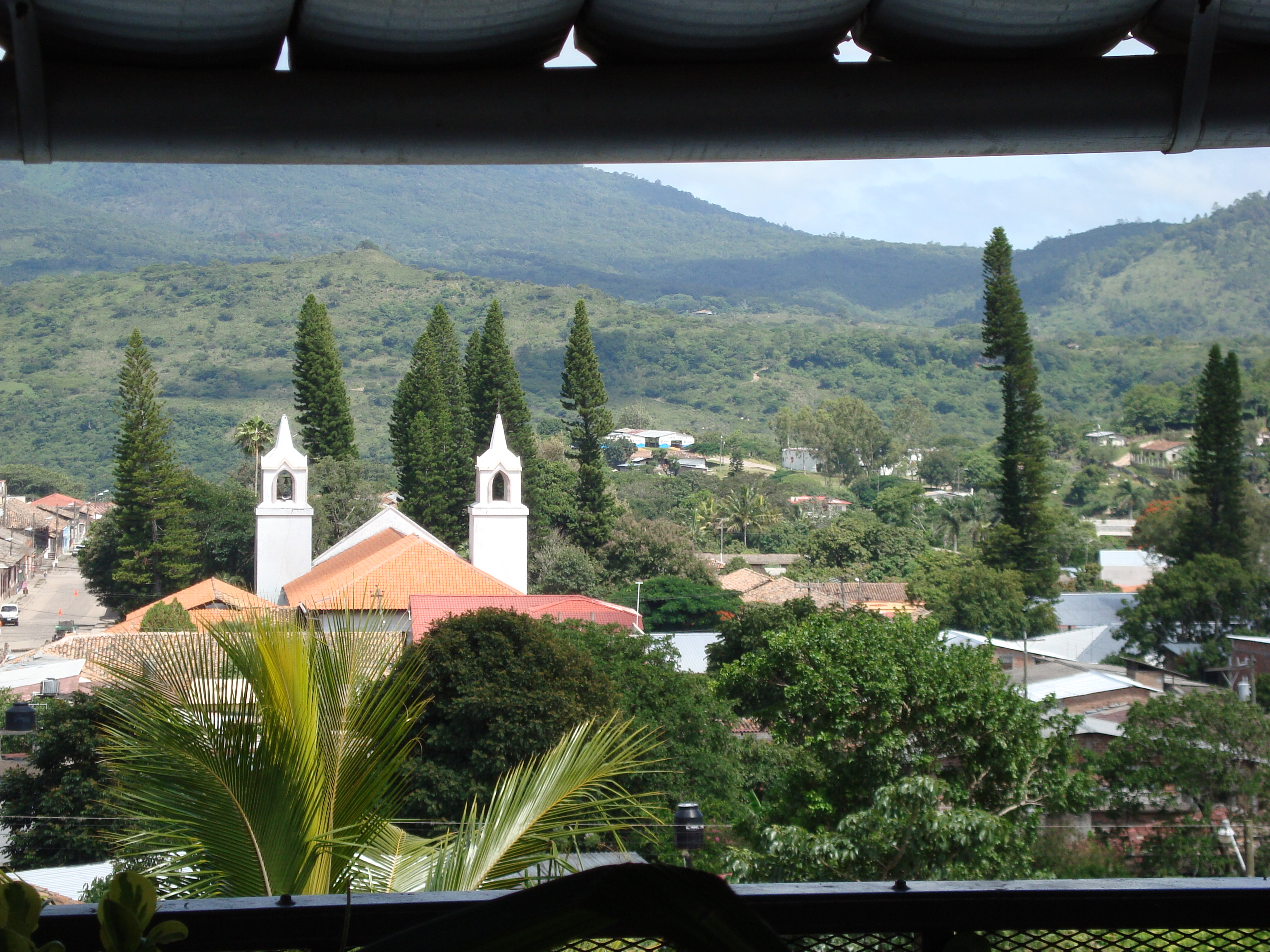
Zicht op de kerk en het Parque Cabañas van San Marcos de Colón

San Marcos de Colón is een gemeente (gemeentecode 0615) in het departement Choluteca in Honduras. De gemeente grenst aan Nicaragua.

## Ligging
De hoofdplaats San Marcos de Colón ligt aan de Pan-Amerikaanse Snelweg, op 192 km van de hoofdstad Tegucigalpa, en op 12 kilometer van de grens met Nicaragua. Bij de grensovergang ligt het dorp El Espino.
San Marcos de Colón ligt in een bergachtig gebied, dat deel uitmaakt van het Massief van Dipilto. In de buurt van de hoofdplaats bevindt zich de waterval Las Pilas.

## Geschiedenis
Het eerste dorp dat in het gebied gebouwd werd, heette Duyusupo. De bewoners hiervan werden echter verdreven door grootgrondbezitters. Later vestigden zich er enkele fraters. Zij lieten mensen overkomen om op hun land te werken. Deze vervielen echter in alcoholisme.
Toch werd er weer een dorp gebouwd, met de naam Mandaime. Een grootgrondbezitter had echter een boerderij die Colón genaamd was. De kapel van deze boerderij was gewijd aan Sint-Marcus. Daarom werd de naam veranderd in San Marcos de Colón.

## Moderne tijd
Vanwege de hoogte is het klimaat relatief koel. In de omgeving heeft veel ontbossing plaatsgevonden.
In de gemeente wordt vee gehouden en koffie verbouwd. Ook worden er zuivelproducten gefabriceerd. Vanwege de ligging aan de grens met Nicaragua vindt er veel handel plaats. In 2005 veroorzaakte de orkaan Stan veel schade aan de infrastructuur en de oogst.
Op het feest van patroonheilige Sint-Anna wordt een carnaval gehouden en hippische activiteiten georganiseerd.

## Bevolking
De bevolking is als volgt verdeeld:
| Vrouwen | 13.745 | 48,9% |
| Mannen  | 14.357 | 51,1% |

## Dorpen
De gemeente bestaat uit achttien dorpen (aldea), waarvan de grootste qua inwoneraantal: San Marcos de Colón (code 061501), Jayacayan (061508) en San Francisco (061516).

## Onderwijs
Het analfabetisme in de gemeente bedraagt 20%. Dit is lager dan het landelijke gemiddelde. Er zijn 55 basisscholen, met een totaal van 4100 leerlingen (55% meisjes, 45% jongens).
Er zijn 3 middelbare scholen:
- Instituto Lempira: 640 leerlingen (publiek)
- Buen Samaritano: 490 leerlingen (baptist)
- Santa Teresita: 120 leerlingen (katholiek)

## Stedenband
- Cap-Rouge (wijk van de stad Quebec)